# Petit-Croix
Petit-Croix es una comuna francesa situada en el departamento del Territorio de Belfort, de la región de Borgoña-Franco Condado.
Los habitantes se llaman Petitcruciens.

## Geografía
Está ubicada a 9 km al este de Belfort y forma parte de la aglomeración de esta ciudad.

## Demografía
| 154 | 164 | 222 | 260 | 308 | 307 | 331 | 298 |
| Para los censos de 1962 a 1999 la población legal corresponde a la población sin duplicidades (Fuente: INSEE [Consultar]) |     |     |     |     |     |     |     |